# نور أرناؤوط
نور أرناؤوط ممثلة سويسرية 

## عن حياتها
لها العديد من الأعمال التلفزيونية .

## من  أعمالها

### المسلسلات
- عرب لندن
- صدى الروح
- الظاهر بيبرس

## روابط خارجية
- نور أرناؤوط على موقع قاعدة بيانات الأفلام العربية